# Robot Standards and Reference Architectures
RoSta (Robot Standards and Reference Architectures) ist ein europäisches Forschungsprojekt (Laufzeit 2007–2009), gefördert im Rahmen des 6. Rahmenprogramms der Europäischen Kommission FP 6. Die Mission ist eine zentrale Anlaufstelle für Roboterstandards und Referenzarchitektur im Bereich Servicerobotik zu sein.
Das Konsortium besteht aus europäischen Forschungseinrichtungen und Industrieunternehmen mit Experten auf dem Gebiet der Service-Robotik, die gemeinsam das Thema Standardisierung vorantreiben. Koordiniert wird das Forschungsvorhaben vom Fraunhofer-Institut für Produktionstechnik und Automatisierung (IPA); gemanagt wird es von der GPS GmbH in Stuttgart.

## Ziele
Die Hauptziele in RoSta sind:
- Aktivitätenplan zur Definition von Standards
- Aktivitätenplan für eine community-getriebene Open-Source-Initiative
- Anerkennung als internationale Standardisierungs-Gemeinschaft

## Aktivitäten
Folgende vier Hauptbereiche werden innerhalb des Projektes bearbeitet:
1. Generierung einer Ontologie/Nomenklatur für „mobile manipulation“ und Serviceroboter
2. Erstellung einer Referenzarchitektur für „mobile manipulation“ und Serviceroboter
3. Spezifikation einer Hardware und Software zum Datenaustausch für „mobile manipulation“ und Serviceroboter
4. Formulierung von Benchmarks für „mobile manipulation“ und Serviceroboter